# 哈利·尼爾森
哈利·尼爾森（Harry Nilsson，1941年6月15日—1994年1月15日），全名：哈利·愛德華·尼爾森三世（Harry Edward Nilsson III），是一位美國已故歌手。經典歌曲《失去你》的著名翻唱者之一。

## 早期生活
尼爾森於1941年6月15日出生在布魯克林貝德福德-斯圖維森特。他住在杰斐遜大街762號的頂層，這是一棟簡單的羅馬式複興風格的公寓，建於1901年，直到全家人十年後逃到加利福尼亞。他的祖父母是瑞典的[馬戲團]表演者和舞者，尤其以“空中芭蕾舞”而聞名（這是尼爾森的其中一張專輯的標題） 。他的外祖父母是他年輕時的基石。在祖母彈鋼琴的同時，祖父查理在布魯克林杰斐遜大道的一間小小的鐵路公寓中支持全家。他的父親小哈里·愛德華·尼爾森在哈里三歲時就拋棄了家庭。在尼爾森的歌曲《1941》的開頭部分中找到了對此的自傳參考。
尼爾森的單曲《爸爸的歌》也講述尼爾森的童年。他與母親貝特（Bette）和年輕的同父異母姐姐一起長大。他的年輕同父異母兄弟德雷克在加利福尼亞和紐約之間移動時留下家人或朋友，有時與一系列親戚和繼父生活在一起。他的叔叔是位於加利福尼亞州聖貝納迪諾的機械師，幫助尼爾森提高了嗓音和音樂能力。除了他的同母異父兄弟和同母異父的姐姐，他還有三個同母異父兄弟和一個同母異父的兄弟，通過父親。 
由於家庭經濟狀況不佳，因此尼爾森從小就開始工作，包括在洛杉磯的Paramount劇院工作。1960年劇院關閉時，他在銀行申請了工作，对工作人员谎稱自己是从高中畢業（實際上只讀了初级中学三年级）。

## 事業

### 1962年－1966年：事業發展初期
到1958年，尼爾森（Nilsson）被流行音樂的新興形式所吸引，尤其是像雷·查爾斯這樣的節奏和布魯斯藝術家。在派拉蒙工作期間，他曾儘早嘗試表演，與他的朋友傑里·史密斯組建了聲樂二重奏，並以埃弗里兄弟的風格演唱了緊密的和聲。最喜歡的視頻群聊的經理給了尼爾森一個塑料的夏威夷四弦琴，他學會了彈奏，後來又學會了彈鋼琴和結他。在2006年的紀錄片《哈利·尼爾森是誰（以及為什麼每個人都在談論他）？》中有提到說，當尼爾森不記得歌詞或流行歌曲的部分旋律時，他便自行創造了自己想出来的旋律，導致創作原創歌曲。
約翰叔叔的歌唱課程以及尼爾森的天賦，在1962年為歌曲作者斯科特·特納找人唱歌演示時，就為他提供了幫助。特納為唱片錄製的每首曲目付給尼爾森5美元。 （當尼爾森出名時，特納決定發行這些早期唱片，並與尼爾森取得了合理的付款。尼爾森回答說他已經得到了報酬-每首歌五美元。）。
1963年，尼爾森早期開始以作詞人的身份取得了成就，他與John Marascalco合作為小理察演唱歌曲。據報導，小理察聽到尼爾森唱歌后說：「我！你為一個白人男孩唱《好》！」
1964年，尼爾森與菲爾·斯佩克特合作，與他創作了三首歌曲。他還與歌曲作者和發行商佩里·博特金建立了關係，後者開始為尼爾森的歌曲尋找市場。博特金還給尼爾森分配了辦公室的鑰匙，在下班後提供了另一個寫作場所。通過與博特金的交往，尼爾森結識了音樂家，作曲家和編曲家喬治·蒂普頓，當時他是博特金的音樂模仿者。1964年，蒂普頓用自己的畢生積蓄（2,500美元）資助了他安排的四首尼爾森歌曲的錄製；他們能夠將完整的唱片出售給Capitol唱片的新近成立的子公司Tower唱片，隨後這些唱片被收錄到尼爾森的首張專輯中。尼爾森與RCA Victor唱片簽約後，尼爾森和蒂普頓之間的富有成果的協會繼續存在-蒂普頓繼續為1967年至1971年之間尼爾森的所有RCA唱片創建了編曲，但他們的協會在1970年代結束。當時兩者失敗了，原因不明。無論是什麼原因，這顯然引起了蒂普頓的不滿，蒂普頓是為數不多的重要合作者之一，他們拒絕拍攝2010年有關尼爾森生活和職業生涯的紀錄片。
尼爾森的唱片合約由淘兒唱片接管，淘兒唱片於1966年發行了實際上由他的名字歸功於他的第一張單曲以及首張專輯《Spotlight on Nilsson》。

### 1966年－1968年：與RCA Victor唱片簽約

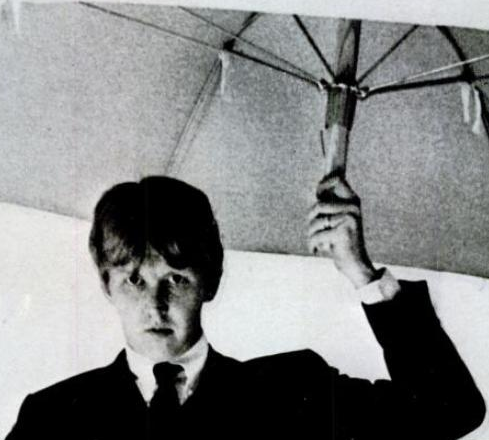
在1967年的尼爾森

尼爾森於1966年與RCA Victor唱片簽約，並於次年發行了專輯《Pandemonium Shadow Show》，這是至關重要的（如果不是商業的話）成功。歌曲創作和尼爾森的純音調，多八度音階人聲都給音樂界內部人士留下了深刻的印象。這樣的內部人士就是披頭四樂團新聞官德里克·泰勒，他購買了一整盒專輯的副本，以與他人分享這種新聲音。發行了主要唱片公司，並繼續創作成功（最著名的是頑童合唱團，他錄製了尼爾森的《可愛玩具》通過他們的製片人奇普·道格拉斯與他會面後，尼爾森終於感到自己在音樂界很安全，可以辭去他在銀行的工作。頑童合唱團成員米奇·多南茲保持著密切的友誼，直到尼爾森於1994年去世為止。
德里克·泰勒盒子裡的一些專輯最終以甲殼蟲樂隊本身結尾。很快成為Nilsson的粉絲。歌曲《你不能那樣做》可能會有所幫助，其中尼爾森演唱了約翰·列儂創作的樂曲，並且還參考了甲殼蟲的片段，還引用了其他20種甲殼蟲樂隊的曲調。多層支持人聲中的歌詞。1968年約翰·列儂和保羅·麥卡尼舉行新聞發布會宣布蘋果總公司的成立時，列儂被要求提名他最喜歡的美國藝術家。他回答說：「尼爾森」。然後，麥卡特尼被要求命名他最喜歡的美國樂隊。他回答說：「尼爾森」。
《你不能那樣做》是尼爾森作為表演者的第一炮；儘管它在美國排行榜上排名第122位，但在加拿大排行榜仍然可以排名前10位。
當RCA唱片詢問他是否想要任何特別的東西作為簽約費時，尼爾森要求在RCA唱片設立自己的辦公室，習慣於從一個辦公室工作。在蘋果新聞發布會後的幾週內，尼爾森的辦公室電話開始不停地響起，要求提供採訪和詢問其演出時間表的信息。尼爾森通常會親自接聽電話，使來電者感到驚訝，並坦率地回答問題。（他回憶了多年後的典型對話：「您上次玩什麼時候？我沒有。」、「您以前玩過哪裡？我還沒有。」、「下一次您要玩什麼？我不會。」）尼爾森聘請了一位經理，他帶領他參加了少數電視嘉賓的演出，並主持了RCA在歐洲進行的簡短的舞台表演。不過，他不喜歡自己的經歷，因此決定繼續留在錄音室。後來他承認這對他來說是一個巨大的錯誤。
列儂致電並稱讚了他在36個小時的馬拉鬆比賽中所聽過的《Pandemonium Shadow Show》。第二天，麥卡尼打電話來，也表達了他的欽佩。最終有消息傳來，邀請他去倫敦與甲殼蟲見面，觀看甲殼蟲的工作，並可能與蘋果公司簽約。
《Pandemonium Shadow Show》之後是1968年的《Aerial Ballet》，專輯收錄了尼爾森對佛瑞德·尼爾演繹的歌曲《Everybody's Talkin'》的。發行時在美國銷量不高（在加拿大排名前40位），歌曲一年後在電影《午夜牛仔》中放映後會變得更加流行。這首歌是他的第一首葛萊美獎歌曲。這首歌也將成為尼爾森在美國的前10首熱門歌曲，排名第6位，也是他在加拿大的第1名。
《空中芭蕾舞團》還包含尼爾森的作曲版本《One》，後來被三隻狗之夜樂隊排在美國排行榜的前5名，並且和約翰·法漢在澳大利亞成功報導。當時，尼爾森還受命為美國廣播公司電視連續劇《艾迪爸爸的求愛》創作並演唱主題曲。結果，《最好的朋友》非常受歡迎，但尼爾森從未發行過唱片。這首歌的原始版本（標題為《女朋友》）是在製作《空中芭蕾舞》時錄製的，但未包含在該唱片中，並最終出現在1995年的《個人最佳》精選集中，並作為獎勵。跟踪《空中芭蕾舞》的後續發行。1968年下半年，頑童合唱團臭名昭著的實驗電影《Head》首播，並與戴維·瓊斯、托妮·貝西表演尼爾森的作品《爸爸的歌》。（緊隨其後的是弗蘭克·扎帕的客串「評論家」，他將1920年代風格的曲調稱為「漂亮的白人」。）
隨著尼爾森在RCA唱片的成功，淘兒唱片以各種格式重新發行或重新打包了許多早期尼爾森錄音。所有這些重新發行均未完成，包括1969年的單曲《好時光》。然而，該曲目已與米奇·多南茲翻唱為《2016 Monkees》的同一張CD發行通過在1968年錄製的未使用的頑童合唱團支持曲目中添加其他部分來命名。

### 1969年－1972年：歌曲上榜
尼爾森的下一張專輯《Harry》（1969年）是他的第一張專輯，並提供了《I Guess the Lord Must Be New York City》中的前40首單曲。（作為「午夜牛郎」主題的競爭者），用於蘇菲亞·羅蘭電影《La Mortadella》（1971年） （美國標題：“自由女神”）。雖然專輯仍然以尼爾斯森為主要詞曲作者，但他的精巧選擇包括翻唱，這一次是當時鮮為人知的作曲家蘭迪·紐曼，《Simon Smith and the Amazing Dancing Bear》。尼爾森對紐曼的才華印象深刻，以至於他將自己的下一張專輯全部獻給了Newman創作，Newman親自在Nilsson的多音色人聲之後彈奏鋼琴。結果是，《Nilsson Sings Newman》（1970年），在商業上令人失望，但被《Stereo Review》雜誌評選為「年度最佳唱片」，並為紐曼的職業生涯提供了動力。「尼爾森·辛格·紐曼」也標誌著他與RCA唱片製作人里克·賈拉德合作的結束，後者在尼爾森的紀錄片中說，合夥關係被尼爾森的電報終止，後者突然通知賈拉德他想與其他製片人合作，並且兩個再也沒有見面或說話了。
尼爾森的下一個項目是動畫電影《The Point!》，由動畫導演弗雷德·沃爾夫製作，並於1971年2月2日在美國廣播公司節目《ABC本週電影》播出。尼爾森自己製作的《The Point!》歌曲專輯受到好評，並催生了前40首單曲，包括Me and My Arrow。
那年晚些時候，尼爾森與製片人理查德·佩里一起去英國錄製了他的職業生涯中最成功的專輯。《Nilsson Schmilsson》產生了三支風格迥異的熱門單曲。第一個是壞手指樂團歌曲《失去你》的翻唱（由Welsh詞曲作者彼得·漢姆和湯姆·埃文斯），具有高度的情感安排和高昂的嗓音，與之相配-據佩里說，記錄在案。他第二次獲得格萊美獎。第二首單曲是《椰子》，這是一個新穎的卡里普索音樂數字，具有四個字符。同樣值得注意的是，整首歌曲都使用一個和弦C7來播放。第三首單曲《Jump into the Fire》是喧囂的搖滾樂，包括鼓獨奏由德雷克與多米諾樂隊、吉姆·戈登和由賀比·夫洛爾失諧的低音部分組成。
Nilsson緊隨其後的是1972年發行的《Schmilsson的兒子》，而其前身仍在榜單中。除了與自己競爭的問題外，尼爾森還忽略了佩里的大部分製作建議，而他決定放任自己對這個版本的愚昧和直率的決定也疏遠了他的一些早期作品。保守的粉絲群。歌詞中有《我為你唱球，寶貝》、《翻遍世界/給她一個吻和一種感覺》，以及臭名昭著的《你傷了我的心》尼爾森離開了他早先的工作。專輯仍然在告示牌二百強專輯榜上排名第12位，而單曲《Spaceman》在1972年10月名列前40名。後續單曲《Remember（Christmas）》，但是，它在第53位停滯不前。第三首單曲，鄉村音樂傳送《Joy》，在RCA的鄉村烙印Green上發行，並歸功於Buck Earle，但未能繪製圖表。

### 1973年－1979年：《獨行俠》
尼爾森對商業主義的無視，而對藝術滿意度的追求，在他的下一個版本“ 夜晚的施密爾森的一點點觸摸”（1973）中表現出來。 Nilsson在 Berlin， Kalmar和 Ruby之類的樂隊中進行流行標準的選擇，Nilsson在安排好的管弦樂隊前唱歌由Gordon Jenkins的資深人士在Derek Taylor的會議中進行。這種音樂嘗試在商業上做得不好。會議由英國BBC拍攝並作為電視特輯播出。
1973年，尼爾森回到加利福尼亞州，約翰·列儂在與小野洋子分居時刚好也搬到了加利福尼亞州住。尼爾森與列儂重新燃起了他們早先的友誼。列儂打算与尼爾森一起製作他的下一張專輯，這使尼爾森很高興。但是，他們在加利福尼亞的在一起的時光，比起在音樂上的製作，他們在好萊塢吸血鬼重度喝彩中的知名度更高。在一個廣為宣傳的事件中，兩人因Smothers Brothers的醉酒亂舞而從西好萊塢Troubadour夜總會被逐出。
更糟的是，在專輯錄製期間的一個深夜聚會和果醬會議上，列儂、麥卡特尼、Danny Kortchmar和其他音樂家參加了會議，尼爾森的聲帶破裂，但他擔心列儂會停頓演出而隱瞞此事。產生的專輯為《Pussy Cats》。為了清理，列儂、尼爾森和林高·史達首先一起租了房子，然後列儂和尼爾森離開了紐約。RCA唱片考慮放棄尼爾森的合約。為了表示友誼，列儂陪同尼爾森進行了談判，並且雙方都向RCA表示，列儂和斯塔爾（1975年）與EMI的合同到期後可能希望與他們簽約，但他們沒有接受RCA唱片的提示並重新簽名了尼爾森（添加了獎金條款，適用於已完成的每張新專輯），但列儂和史達均未與RCA唱片簽約。
尼爾森的聲音在他的下一個發行版本《Duit on Mon Dei》（1975年）中基本得到恢復，但無論是它還是其後續作品《Sandman》和《...這就是它的方式》（均為1976年），在圖表上獲得了成功。最後，尼爾森錄製了他後來認為是他最喜歡的專輯《Knnillssonn》（1977年）。尼爾森再次發出強烈的聲音，並在歌曲中探索音樂領域，使人聯想到《Harry》或《The Point!》，尼爾森期望《Knnillssonn》成為捲土重來的專輯。RCA唱片原先同意了尼爾森的意見，並向他承諾将會為這張專輯進行大量的營銷活動。不过，由于艾維斯·皮禮士利突然逝世，RCA除了滿足對普雷斯利原始目錄的需求之外忽略了一切计划。RCA唱片对尼爾森承諾的市場推廣也因此而没有實現。
由于RCA唱片未能實現他们对尼爾森的承諾，再加上唱片公司没有经过他的同意發行了《Nilsson Greatest Hits》合集，使得尼爾森于合集專輯发行后便離開了RCA唱片公司。

### 1980年－1992年：事業引退期
自从尼爾森離開RCA Victor唱片公司後，他很少创作新的音樂作品。他與Allan Katz的Perry Botkin Jr.和libretto共同創作了音樂劇《 Zapata》，由長期好友Bert Convy製作和導演。演出在康涅狄格州東哈達姆的Goodspeed Opera House進行，但此後再沒有其他作品。他為Robert Altman的電影音樂《Popeye》（1980）創作了所有歌曲中不利的評價。尼爾森的《大力水手》樂曲包括代表尼爾森廣受讚譽的《點》時代的幾首歌曲，例如《一切都是食物》和《Sweethaven》。幾年後，電影《Punch-Drunk Love》中出現了歌曲《He Needs Me》。尼爾森還錄製了另一張專輯《Flash Harry》，由布魯斯·羅伯和史蒂夫·克羅帕 共同製作，並在英國發行，但该專輯没有在美國發行。從那時起，尼爾森開始慢慢地从音樂事業引退，并开始自称自己是个已经退休的歌手。
尼爾森於1980年12月8日受到約翰·列儂逝世的深刻影響，他加入了制止槍械暴力聯盟，並克服了他對隱私的偏愛為槍械管制籌款活動露面。他開始出演在披頭士樂隊狂歡節上，並與披頭士樂隊室內樂隊“利物浦”一起登台演唱自己的歌曲《或給和平一次機會》。 
在錄音室長時間停頓之後，尼爾森在1980年代中期到後期再次開始零星錄製。這些錄音大部分是電影或電視節目的委託歌曲。一個值得注意的例外是他在Yoko Ono Lennon致敬專輯《Every Man Have a Woman》（Polydor）中的工作；另一本是Hal Willner 1988年tribute album錄製的《Zip-A-Dee-Doo-Dah》的封面保持清醒：復古音樂的各種詮釋迪士尼電影院。尼爾森將這首歌的表演版稅從這首歌中捐贈給了製止暴力的聯盟。
1985年，尼爾森成立了一家製作公司「鷹眼」，負責監督他所參與的各種電影，電視和多媒體項目。他任命他的朋友，諷刺作家和編劇特里·索澤恩為校長之一。他們合作完成了許多電影劇本，包括《奧比斯》（一個「Citizen Kane」風格的故事，講述一個記者調查被告的故事）和1988年電影《電話》，一部關於失業的演員的喜劇。
實際上，《電話》是唯一一個出現在屏幕上的鷹眼項目。它是在寫羅賓·威廉斯的時候記下來的，但是他拒絕了。喜劇演員琥碧·戈柏隨後在索澤恩的朋友雷普·湯恩的指導下簽約，但該項目遇到了麻煩。托恩與戈德伯格戰鬥，戈德伯格（Goldberg）干預了製作過程，並在拍攝過程中不斷偏離劇本，托恩被迫懇求她表演劇本，並保留在劇本中。托恩、索澤恩和尼爾森放在一起製作了自己的電影版本，該電影在1988年初的Sundance電影節放映，但後來被製片廠的官方版本所取代，並且該版本首演受到1988年1月下旬的好評。據報導，該項目在德國作為劇院改編後獲得了一些成功。
1990年，霍克耶陷入困境，尼爾森發現自己的財務顧問辛迪·西姆已經侵吞了他作為歌手賺到的所有資金後，陷入了財務困难狀況。尼爾森一家只剩下300美元，還欠下了一大筆債務，犯人西姆斯服刑不到兩年便於1994年被釋放出獄，尼爾森反而沒有得到任何賠償。
1991年，迪士尼專輯《為我們的孩子》，由名人表演的兒童音樂合輯，使伊麗莎白·格拉瑟小兒艾滋病基金會受益，其中包括尼爾森的原創作品“毯子”也是在1991年發行，他錄製了《How About You?》的翻唱，作為泰瑞·吉連電影《Fisher King》的配樂。1992年，他為電影《我和我》創作並錄製了主題曲。尼爾森最后一次參加演唱會是在1992年9月1日，當時他與內華達州拉斯維加斯的Caesars Palace在舞台上加入林高·史達和他的全明星樂隊演唱《沒有你》。托德·朗格倫處理高音之後，一個情緒激動的斯塔爾在舞台上擁抱了尼爾森。尼爾森的最後一張專輯，暫定名為《爸爸的棕褐色長袍》。馬克·哈德森尚未發布這張專輯，不過後來從專輯CD上和在線上提供了專輯中的幾個演示。

## 疾病與逝世
尼爾森天生患有先天性心臟病，於1993年2月14日心臟病發作。倖存下來之後，他向他的前唱片公司RCA Records要求把他于出道以来所创作过的歌全部都收录在盒裝式CD選集里发行，並打算再次进行音乐创作嘗試完成他的最後一張專輯。尼爾森在临终前已经與製作人馬克·哈德森錄製好了该專輯的歌曲。
尼爾森於1994年1月15日在他的家里（加利福利亞州Agoura Hills）因心力衰竭去世，享年52歲。他的遗体被安葬在皮爾斯兄弟谷橡樹紀念公園（加利福尼亞州西湖村）。
尼爾森生前要求RCA唱片公司创作的2碟CD選集《個人最佳》於1995年發行。随后，尼爾森最后一张專輯也便於2019年11月22日發行，原先專輯名為《爸爸的棕褐色長袍》也更改名稱為《Losst And Founnd》。